# Улица Черняховского (Киев)
Улица Черняховского (укр. Вулиця Черняховського) — улица в Шевченковском районе города Киева. Пролегает от улицы Марка Безручко до переулка Ружинский, исторически сложившаяся местность (район) Нивки.
Примыкают улицы Кирпоноса, Эстонская, Сергея Параджанова, Волчегорская (Ставропольская), Голды Меир (Краснодарская).

## История
Новая улица № 869-б возникла в середине XX века.
29 декабря 1953 года Новая улица № 869-б посёлка Нивки в Октябрьском районе была переименована на улица Черняховского — в честь дважды Героя Советского Союза Ивана Даниловича Черняховского, согласно Решению исполнительного комитета Киевского городского совета депутатов трудящихся № 2610 «Про наименование городских улиц» («Про найменування міських вулиць»).

## Застройка
Улица пролегает в северном направлении параллельно улицам Даниила Щербаковского и Тешебаева. Улица разделяется на две части без прямого проезда бульварным участком улицы Кирпоноса.
Парная и непарная стороны улицы заняты усадебной застройкой, частично многоэтажной жилой (несколько 5-этажных домов).
Учреждения: нет
Мемориальные доски:
1. дом № 12 — Ивану Даниловичу Черняховскому — комментарий именования улицы